# Wallonie-Bruxelles Enseignement
Wallonie-Bruxelles Enseignement (WBE) est un organisme public autonome du gouvernement de la Fédération Wallonie-Bruxelles créé par décret spécial en 2019 qui assure la mission de Pouvoir organisateur de tous les établissements scolaires qui dépendaient de la Fédération Wallonie-Bruxelles (Communauté française).
WBE a reçu délégation du Parlement pour organiser l’enseignement de la Communauté française alors que les Services de l'Administration générale de l'enseignement (AGE) de la Communauté française se recentrent sur les missions de régulations de l’enseignement.
À la suite de la mise en place de WBE, la Fédération Wallonie-Bruxelles régule uniquement l'éducation, l'organisation de celle-ci étant confiée à WBE et aux autres Pouvoirs organisateurs publics subsidiés ou du réseau libre.

## Description
Wallonie Bruxelles-Enseignement, c'est près de 500 établissements (enseignement obligatoire ordinaire et spécialisé, Hautes Écoles et Écoles supérieures des Arts, Enseignement pour Adultes et de Formation continue (EAFC), internats, homes d’accueil et homes d’accueil permanent, CPMS, pôles territoriaux, centres techniques et Centres de dépaysement et de plein air (CDPA) 
Ce service public est le plus important Pouvoir organisateur d’enseignement en Fédération Wallonie Bruxelles et accueille chaque jour plus de 200.000 élèves ou étudiants et emploie plus de 30.000 personnes

### Tutelle et gestion
Le Gouvernement de la Fédération Wallonie-Bruxelles conserve le pouvoir de tutelle sur WBE, assuré depuis 2024 par la Ministre de la Fonction Publique, de la Simplification administrative et informatique, des Sports et des Infrastructures sportives, des Médias et de la tutelle sur WBE, Jacqueline Galant. WBE est un organisme d'intérêt public paracommunautaire de type B: WBE possède donc un organe de gestion propre et est sous la tutelle d'un Ministre.
Le Conseil d'administration de WBE, officiellement intitulé Conseil WBE, est composé de seize administrateurs élus par le Parlement de la Communauté française pour la durée de la législature. Il a été partiellement régionalisé : six membres sont désignés par le Parlement de la Fédération Wallonie-Bruxelles, deux par le Parlement wallon et un par le Parlement francophone bruxellois (COCOF).
WBE est légalement représentée par le président du Conseil WBE. Lors de l'instauration du premier Conseil WBE, le 17 juillet 2019, cette fonction était assurée par Bernard Rentier, ancien recteur de l'Université de Liège. En août 2021, Isabelle Mazzara lui succède à la présidence du Conseil. Depuis le 18 décembre 2024, Françoise Colinia est la Présidente du Conseil.
A partir du 20 avril 2020, Julien Nicaise, précédemment Administrateur de l'Académie de recherche et d'enseignement supérieur (un autre OIP paracommunautaire de la FWB), est nommé Administrateur général de WBE. Il exercera cette fonction jusqu'au 1er mars 2025.
A partir du 1er mars 2025, Olivier Doyen, Directeur général des Bâtiments et de la Logistique, a été désigné par le Gouvernement de la Fédération Wallonie-Bruxelles, en accord avec le Conseil WBE, comme Administrateur général ad interim (AG a.i.) de WBE.
Le Comité de Direction (CODIR) se compose quant à lui des directeurs généraux et de l’Administrateur général. Il a pour principal objectif la coordination de la mise en œuvre du contrat de gestion et l'exécution des décisions du Conseil WBE.
- Olivier DOYEN - Administrateur général a.i. de WBE et Direction générale des Bâtiments et de la Logistique (DGBL)
- Marie-Agnès BOXUS - Direction générale du Pilotage et des Affaires Pédagogiques (DGPAP)
- Olivier SOUMERYN - Direction générale de l’Organisation et des Finances (DGOF)
- Philippe LESNE - Direction générale de la Stratégie et de l’Innovation (DGSI)
- Manuel DONY - Direction générale des Personnels de l’Education (DGPE)

### Établissements d'enseignement
Wallonie-Bruxelles Enseignement organise 196 écoles fondamentales, 137 écoles secondaires, 5 hautes écoles, 5 écoles supérieures des arts, 30 établissements d’Enseignement pour adultes, 89 internats, homes d’accueil dont 4 homes d’accueil permanent. Les seuls en FWB. Le PO WBE c’est aussi des établissements complémentaires : 41 Centres PMS, 4 Centres Techniques, 10 Pôles territoriaux et 10 Centres de dépaysement et de plein air .

#### Enseignement obligatoire

##### Écoles fondamentales
L’enseignement fondamental vise à la fois l’enseignement maternel et primaire.
WBE gère 196 écoles fondamentales dont la plupart sont annexées à un autre établissement. En général, une école secondaire comme un athénée royal.

##### Écoles secondaires
WBE gère 137 établissements d’enseignement secondaire, comprenant principalement des athénées royaux, ainsi qu’un lycée, l’École du Shape (section belge) et plusieurs centres techniques et centres de technologie avancée.

#### Enseignement supérieur
Les établissements d'enseignement supérieur publics appartenant directement à la Communauté française (sauf universités) relèvent de l'organisation de WBE. Les établissements conservent tout de même une structure et représentation propres, notamment au sein de l'Académie de recherche et d'enseignement supérieur.
Les établissements d'enseignement supérieur de WBE proposent des études donnant accès au grade de bachelier, de bachelier de spécialisation ou de master, ainsi que des certificats de formation continue.

##### Hautes écoles
- Haute école Bruxelles-Brabant (HE2B)
- Haute école Charlemagne (HECH)
- Haute école Albert Jacquard (HEAJ)
- Haute école Robert Schuman (HERS)
- Haute école en Hainaut (HEH)

##### Écoles supérieures des arts
- Conservatoire royal de musique de Bruxelles (CRB)
- Institut national supérieur des Arts du spectacle et des Techniques de diffusion (INSAS)
- École nationale supérieure des Arts visuels de La Cambre
- Conservatoire royal de musique de Liège (CRLG)
- Arts²

#### Enseignement pour adultes
WBE gère 30 établissements d'Enseignement pour adultes. Tous désignés Établissement d'Enseignement pour Adultes et de Formation Continue (EAFC) d'une certaine commune ou section.

### Réseau d'enseignement
Avec le temps, les Pouvoirs organisateurs se sont regroupés en « réseau ».
La distinction porte ici plus sur le caractère « philosophique » du Pouvoir organisateur.
Ainsi, on parlera du « réseau » officiel organisé lorsque le Pouvoir organisateur est la Communauté française (via WBE). WBE est ici le seul Pouvoir organisateur concerné. C’est pour cela que l’on parle plus souvent de l’enseignement organisé par la Communauté (ou WBE). WBE fait partie de l'Enseignement officiel, qui inclut également les autres Pouvoirs organisateurs publics (le réseau officiel subventionné) comme les communes, les provinces, les CPAS et la Commission communautaire française.

### Les services centraux de WBE
Le siège administratif de WBE est situé dans le bâtiment administratif Boulevard du Jardin Botanique 20-22 à Bruxelles (CityCenter).

## Un peu d'histoire
À l'issue de la communautarisation des compétences scolaires en 1989, la Communauté française devient pleinement l'autorité régulatrice de l'éducation en Belgique francophone. Elle hérite ainsi également de l'organisation du réseau dit « d'État » (notamment, les athénées royaux). Se maintient ainsi une différence de traitement entre, d'une part, les écoles publiques de la Communauté (le réseau « officiel organisé »), régulées et organisées par la Communauté et, d'autre part, les écoles appartenant à d'autres instances publiques (le réseau « officiel subventionné ») ou privées (le réseau « libre »), qui sont toujours régulées par la Communauté, mais organisées par leurs propres instances.
Au niveau de l'enseignement fondamental et secondaire, la dénomination Wallonie-Bruxelles Enseignement est déjà employée avant la fondation de WBE en 2019 pour désigner l'enseignement organisé directement par la Fédération Wallonie-Bruxelles.
Dès 2018, WBE fut élaboré pour évincer l'inégalité de position entre les différents réseaux, laissant à la Fédération Wallonie-Bruxelles – autorité politique – uniquement le pouvoir de régulation sur l'enseignement, via son Administration générale de l'Enseignement. La gestion des écoles gérées par la Fédération est ainsi transférée à Wallonie-Bruxelles Enseignement, nouvelle structure dotée d'une autonomie de gestion sous tutelle de la Fédération et jouissant de la personnalité juridique. En plus de l'enseignement obligatoire (fondamental, secondaire et spécialisé), les établissements d'enseignement supérieur publics (hautes écoles, écoles supérieures des arts et écoles de promotion sociale) directement gérés par la Fédération sont également mis à charge de WBE, ainsi que les internats et les centres psycho-médicaux-sociaux. WBE devient ainsi le plus grand et plus large Pouvoir organisateur d'enseignement en Belgique, chargé d'organiser tous les niveaux de l'enseignement sur l'entièreté du territoire de la Communauté française. Une exception est faite pour les universités publiques (l'Université de Liège et l'Université de Mons) qui sont des établissements publics propres (et jouissant d'emblée d'une autonomie de gestion) sous tutelle de la Fédération Wallonie-Bruxelles.
Le décret spécial organisant l'institution publique de WBE est voté au Parlement de la Fédération Wallonie-Bruxelles le 6 février 2019 (publié au Moniteur belge le 7 mars 2019) et la plupart de ses dispositions entrent en vigueur à la rentrée scolaire suivante, le 1er septembre 2019. WBE devient alors l'employeur des personnels enseignant, administratif et ouvrier de tous les établissements, ainsi que du personnel en question au Ministère de la Communauté française. WBE devient de surcroît le propriétaire de toutes les infrastructures et des biens immobiliers, qui sont gérés par le Service général des infrastructures scolaires (SGIS WBE).
Sa mise en place fût l'une des mesures du Pacte pour un enseignement d'excellence visant à réformer le système éducatif belge francophone.